# Selaginella rossii
Selaginella rossii là một loài dương xỉ trong họ Selaginellaceae. Loài này được Baker Warb. mô tả khoa học đầu tiên năm 1900.